# Richard Skowronnek

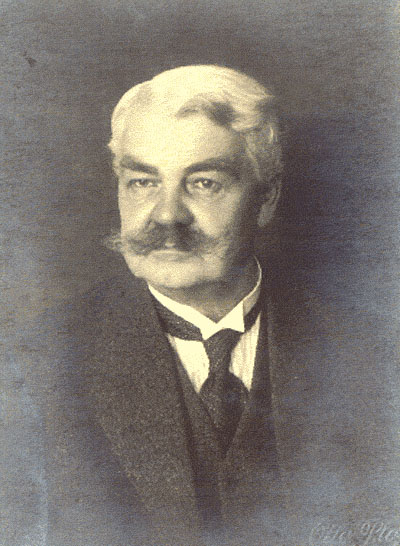
Richard Skowronnek

Richard Skowronnek (* 12. Juli oder 12. August 1862 im Forsthaus Schuiken bei Goldap, Ostpreußen; † 16. oder 17. Oktober oder 17. Februar 1932 in Höckenberg, Kreis Regenwalde) war ein deutscher Journalist, Dramaturg und Schriftsteller.

## Leben
Skowronneks Vater Adam (1822–1916) war Kgl. Förster. Der jüngere Bruder des Schriftstellers Fritz Skowronnek – sie wuchsen ab 1864 in Sybba (polnisch Szyba) auf und besuchten das Königliche Gymnasium Lyck – studierte Geographie an der Albertus-Universität Königsberg und der Friedrich-Wilhelms-Universität. 1883 wurde er Mitglied des Corps Baltia Königsberg.
Seit 1887 war er Feuilletonredakteur der Frankfurter Zeitung. Dort wurde er 1891 in die vor allem von Juden besuchte Freimaurerloge Zur aufgehenden Morgenröthe aufgenommen. 1892 folgte er dem Rat von Kaiser Wilhelm II. und ging als akkreditierter Journalist nach Berlin; er war Parlamentsberichterstatter am Reichstag (Deutsches Kaiserreich). 1897/98 wirkte Skowronnek als Dramaturg am Königlichen Schauspielhaus Berlin. Gegen Ende des Ersten Weltkrieges zog er auf das Gut Höckenberg im Kreis Regenwalde in Pommern, das seinem Schwiegersohn gehörte.

## Wirken

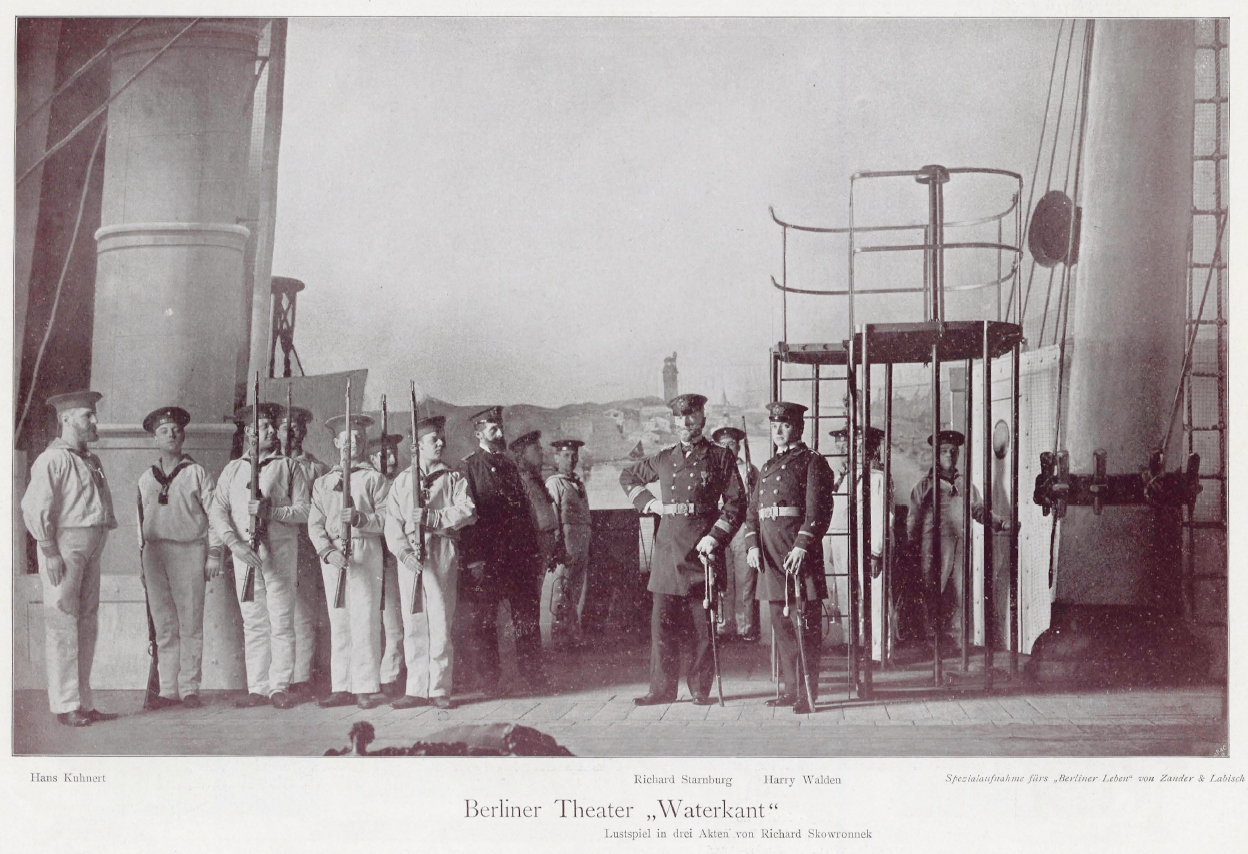
Szenenbild des Lustspiels Waterkant, aus einer Aufführung des Berliner Theaters vom Frühjahr 1904. Foto von Zander & Labisch.

Skowronnek schrieb Lustspiele und Unterhaltungsromane. Die Stoffe für seine erzählenden und dramatischen Werke entnahm er dem Leben auf ostpreußischen Gütern, in Offizierkasinos und auf studentischen Paukböden. Die Konflikte werden meist durch Duell, Jagdunfall oder Selbstmord gelöst.
Im Gegensatz zu seinem Bruder war er ein rein belletristischer Schriftsteller, der durch gefühlsbetonte Momente versuchte, Brücken zu schlagen. Seine masurische Herkunft und preußische Gesinnung lässt er überall in seinen Werken erkennen. Besonders in seinem Roman Der weiße Adler geht es um die Liebe zwischen einem Masuren und einer Polin. In dem Roman Bruder Leichtfuß und Stein am Bein macht er sich zum Anwalt eines jungen Juden, der die Freundschaft eines ostpreußischen Gutsbesitzersohnes gewinnt.
Seine Romane Sturmzeichen und Das grosse Feuer waren überaus erfolgreich und rückten Ostpreußen und seine Probleme in das Bewusstsein der Deutschen. Der Bruchhof erschien in drei Auflagen. Noch lange nach seinem Tod wurden einige von Skowronneks Büchern neu aufgelegt.

## Werke
- Im Forsthause, Schauspiel, 1895

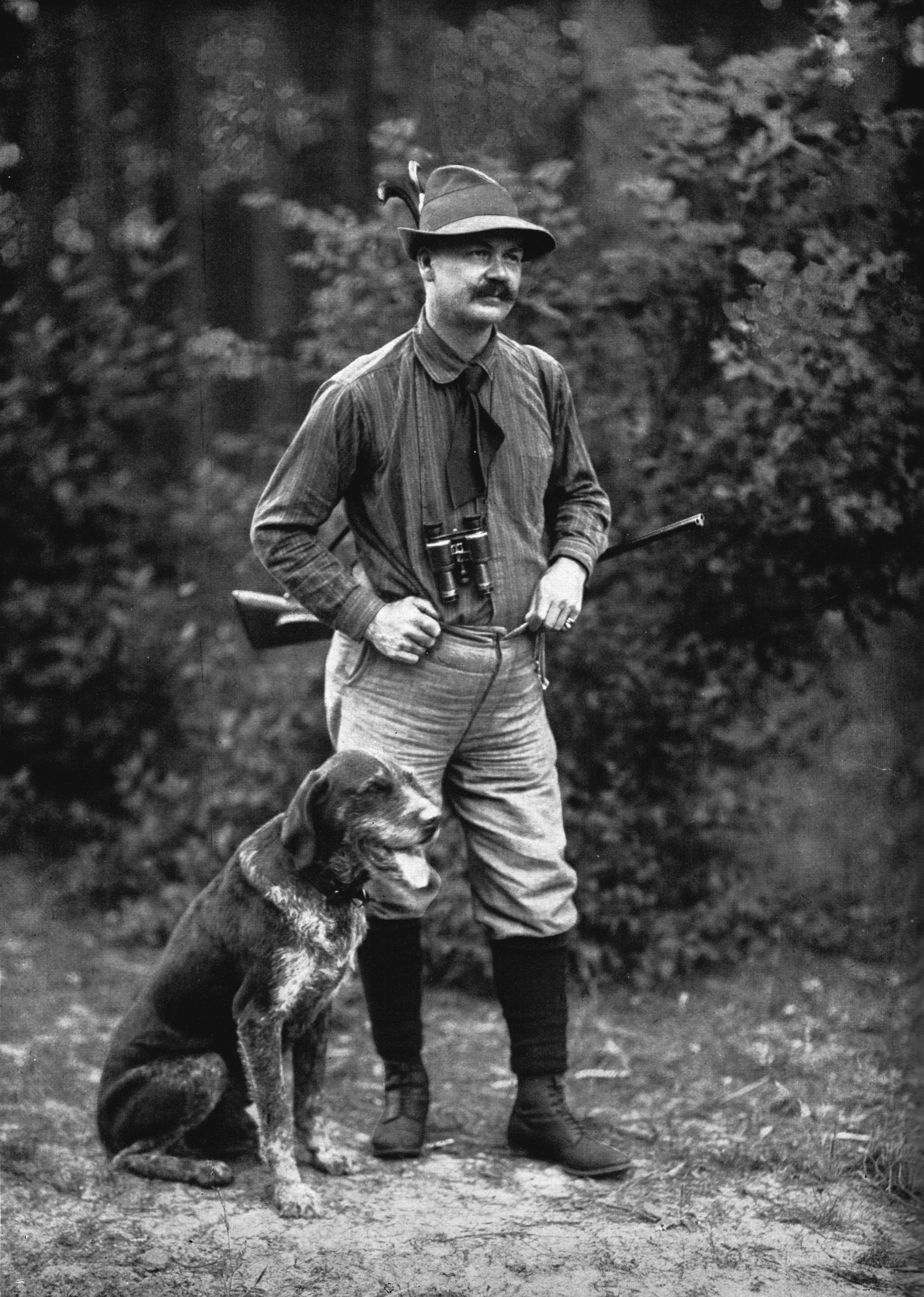
Richard Skowronnek als Jäger mit seinem Hund, 1912
Fotografie von Rudolf Dührkoop

- Mein Vetter Josua, Roman, 1895, handelt nach realem Vorbild von einer Fechtpartie zwischen Studentenverbindungen
- Eine Palastrevolution, Premiere am Lessingtheater (Berlin) am 2. Februar 1893, aufgeführt am Deutschen Volkstheater in Wien am 14. Oktober 1893
- Hans der Sieger, 1899
- Der Tugendhof, Lustspiel in vier Akten, uraufgeführt am Lessingtheater (Berlin) am 25. Dezember 1899[11], aufgeführt am Deutschen Volkstheater in Wien am 3. Oktober 1903
- Der Polenflüchtling. Ein Roman aus dem Osten, 1901
- Ihr Junge, Roman, 1902
- Der Bruchhof. Ein Roman aus Masuren, 1903
- Das rote Haus. Ein Dorfroman, 1903 (Digitalisat).
- Geschwister Lemcke, Volksstück in vier Akten, mit Walther Stein, uraufgeführt am Lessingtheater (Berlin) im August 1903
- Sommerliebe und andere Geschichten, 1904
- Waterkant. Ein Schauspiel aus der deutschen Marine, aufgeführt am Deutschen Volkstheater in Wien am 16. Oktober 1904.
- Das graue Haus, Komödie in vier Akten, Uraufführung am 23. November 1905 am Hamburger Thalia Theater
- Die beiden Wildtauben, Roman, 1906 (im Jahre 1938 verfilmt als Stärker als die Liebe)
- Der rote Kersien, Roman, 1908
- Armer Henner, Roman, 1908
- Schweigen im Walde. Humoristischer Roman, 1910 (Digitalisat).
- Bruder Leichtfuß und Stein am Bein, Roman, 1911
- Das Verlobungsschiff. Humoristischer Roman, 1912
- Das bißchen Erde, 1913
- Die gute Auskunft, Lustspiel, 1914
- Sturmzeichen, Roman. Ullstein & Co., Berlin und Wien 1914 (Digitalisat).
  - Neuausgabe: Sturmzeichen. Roman. Neuausgabe Hofenberg, Berlin 2017, ISBN 978-3-7437-0951-5.
- Das Bataillon Sporck, Roman. Ullstein & Co., Berlin und Wien 1914 (Digitalisat).
- Das große Feuer, Roman, 1915
- Morgenrot, Roman. Ullstein & Co., Berlin 1916
- Die schwere Not, Roman. Ullstein & Co., Berlin und Wien 1916
- Die Liebschaft der Käte Keller, Roman.Ullstein & Co., Berlin und Wien 1918
- Der weiße Adler, Roman, 1919
- Pommerland, Roman, 1926
- Die Sporck’schen Jäger. Wilderer-Roman aus Masuren, 1927
- Heimat, Heimat! Ein Roman von der Grenze, 1927
- Die Wölfe von Weesenberg, Roman, 1931

## Verfilmungen
- 1919 Die Liebschaften der Käthe Keller. Regie: Carl Froelich
- 1927 Die Sporck’schen Jäger. Regie: Holger-Madsen, Vorlage: Bataillon Sporck
- 1938 Stärker als die Liebe. Regie: Joe Stöckel, Vorlage: Die beiden Wildtauben